# Cihuacoatl
Cihuacoatl (nah. "kobieta wąż") lub Chihucoatl – w azteckiej mitologii jedna z wielu bogiń płodności i ziemi. Bogini-matka, często utożsamiana z Tlazolteotl lub Coatlicue. Niekiedy kojarzona także z bóstwem ziemi Quilaztli. Uważano ją za opiekunkę zmarłych niemowląt i porodów oraz patronkę azteckiego miasta Culhuacan. Wierzono także iż podarowała ludziom narzędzia – pas tragarski i motykę.

## Ikonografia
Cihuacoatl przedstawiana była zwykle jako młoda kobieta z dzieckiem na ręku, choć czasami wyobrażano ją jako kobietę-wojownika w zbroi i ze strzałami w ręku – narodziny dziecka u Indian środkowoamerykańskich czasami porównywano z walką, dlatego zdarzało się, iż kobiecie zmarłej w czasie porodu oddawano cześć jak poległemu w walce wojownikowi. 
Tytuł Cihuacoatl w państwie Azteków przysługiwał także najwyższemu kapłanowi, który był pod względem hierarchii drugą osobą po królu.

## Mitologia
Mitologiczny przekaz głosi iż Cihuacoatl pomogła Quetzalcoatlowi w stworzeniu pierwszych ludzi macehuales, po powstaniu Słońca Ruchu (Nahui Ollin), czyli piątej epoki świata. Quetzalcoatl sprowadził z krainy podziemi Mictlanu kości ludzi i gdy  Cihuacoatl zmełła je na proch, ofiarował własną krew aby powołać ich do życia. Opisuje to zdarzenie indiański dokument Annales de Cuauhtitlan, spisywany w języku nahuatl w latach 1519–1570 n.e.:

Ale potem udał się w głąb,
zagarnął drogocenne kości [...]
Wtedy przybyła ta,
która zwie się Quilaztli,
a która jest Cihuacoatl,
i zmełła je,
i włożyła do drogocennego naczynia,
Quetzalcoatl zrosił je wtedy własną krwią.
I bogowie: [...] uczynili pokutę i rzekli:
"Och, bogowie, narodzili się macehuales
(ci stworzeni dzięki pokucie Quetzalcoatla)"
Albowiem za nas uczynili pokutę (bogowie).